# Romeries
 Romeries là một xã ở trong tỉnh Nord ở miền bắc nước Pháp. Xã này có diện tích 6,01 km², dân số năm 1999 là 350 người. Xã nằm ở khu vực có độ cao trung bình 103mét trên mực nước biển.